# Busto Arsizio
Busto Arsizio (en lombard : Büsti Grandi) est une ville d'environ 83 000 habitants, située dans la province de Varèse, en Lombardie, dans le nord-ouest de l'Italie.

## Toponyme
La première partie vient du latin bustum de burere, brûler, évoquant l'aridité de la terre. La deuxième partie exprime le même concept de la sécheresse (it: arsura).

## Géographie
Busto Arsizio se trouve à la limite nord de la vallée du Pô, dans la zone alluvionnaire des préalpes de Varèse.
L'hôtel de ville est situé à 228,18 mètres d'altitude. Selon la classification sismique en Italie, la ville est en zone 4, tel que déterminé par l'ordre PCM N 3274 du 20/03/2003.

## Histoire
Des études récentes semblent montrer que les premiers habitants étaient des Ligures, appelés « sauvages » par Pline l'Ancien, « des maraudeurs et des voleurs » par Tite-Live et « mal rasés et poilus » par Tragus Pompée. Ils travaillaient le fer et étaient très recherchés comme mercenaires. Une influence ligure est perceptible dans le dialecte local, le Bustocco, légèrement différent des autres variétés de Lombard occidental, selon des experts locaux.
Le nom de la ville provient de bustum (brûlés, en latin), auquel  a été ajouté le nom arsicium (encore une fois « brûlé », ou mieux « aride ») pour qualifier le fait d'avoir brûlé les forêts locales de la plaine du Pô.
L'augmentation de la population a été complétée sans doute par les Insubres, une tribu gauloise qui était arrivée par vagues successives en traversant les Alpes vers 500 avant Jésus Christ.
Le site de Busto Arsizio n'a pas été choisi au hasard: en effet, l'implantation s'est faite sur la route de Milan au lac Majeur (appelée « la route de Milan »), dont une partie, faisait usage de la voie navigable de la rivière Tessin.
Cependant, rien n'est sûr sur le passé de Busto Arsizio a jusqu'au Xe siècle, quand la ville est mentionnée dans des documents, déjà avec son nom actuel : loco dicitur Busti Qui Arsizio. Une partie de ses citoyens est susceptible d'avoir pris part (des deux côtés) à la célèbre bataille de Legnano, lorsque Frédéric Barberousse fut battu par la milice communale de la Ligue lombarde. Depuis le XIIIe siècle, la ville est devenue célèbre pour sa production de textiles. Même sa féodalisation au cours des siècles postérieurs sous plusieurs seigneurs, vassaux des maîtres de Milan, n'a pas empêché sa croissance lente mais constante; ni la peste qui l'a frappée durement en 1630, avant d'être arrêtée par la Vierge Marie après une procession.
Au XIXe siècle l'industrie moderne s'est implantée plus fortement : en quelques décennies Busto Arsizio est devenue la « Manchester d'Italie ». La ville ne cessa de croître pendant plus d'un siècle, en absorbant les communes proches de Borsano et Sacconago en 1927, à la suite d'une vaste réforme administrative mise en œuvre par le régime fasciste. 
La ville n'a été que légèrement endommagée par la Seconde Guerre mondiale. Ce répit a été possible par le fait que la ville a accueilli une mission de liaison importante des alliés avec les partisans (The Holohan Murder Case (en)), emmenée par le lieutenant Aldo Icardi. Pendant le conflit Busto Arsizio a été un important centre industriel de la production de guerre, et l'occupant allemand y a installé la radio nationale italienne. Le mouvement de résistance italienne  a eu recours de préférence à la grève et au sabotage. Beaucoup de résistants furent déportés vers les camps de Mauthausen-Gusen et Flossenbürg où des dizaines d'entre eux sont morts. La ville a été libérée le 25 avril 1945.
Après la guerre, la ville s'est transformée, Les entreprises industrielles ont été remplacées par de petites entreprises et une nouvelle économie basée sur les services. Aujourd'hui, la ville représente un bastion important pour les deux partis politiques de Forza Italia et de la Ligue du Nord.

## Culture
- Le Festival du film de Busto Arsizio créé en 2003.
- L'Istituto cinematografico Michelangelo Antonioni, une école de cinéma créée en 2008.

## Monuments et patrimoine
- La Basilique Saint-Jean Baptiste, principal édifice religieux de la ville, élevée au rang de basilique mineure en 1948.
- Le sanctuaire Santa Maria di piazza (it).
- L'Église San Michele Arcangelo (it).
- L'Église San Rocco (it).
- Le stade Carlo-Speroni du club de football Aurora Pro Patria 1919.

## Sports
- Futura Volley Busto Arsizio (volley-ball)
- Aurora Pro Patria 1919 (football)

## Administration
| Période                                  | Période  | Identité           | Étiquette    | Qualité |
| ---------------------------------------- | -------- | ------------------ | ------------ | ------- |
| 5 juin 2016                              | En cours | Emanuele Antonelli | Forza Italia |         |
| Les données manquantes sont à compléter. |          |                    |              |         |

### Hameaux
Borsano, Sacconago, C.na Borghetto, Speranza, C.na Borsa, C.na Bottigelli, C.na Favana, Malavita, Lualdi, C.na del Lupo, Locati, Villaggio Beata Giuliana, C.na Selvascia, Madonna in Veroncora, Cattabreghetta, C.na Vignone, Rossini, Villaggio Sant'Anna

### Communes limitrophes
| Gallarate    | Fagnano Olona, Cassano Magnago | Olgiate Olona |
| Samarate     | Busto Arsizio                  | Castellanza   |
| Magnago (MI) | Dairago                        | Legnano (MI)  |

### Évolution démographique
Habitants recensés

## Jumelages
- Domodossola (Italie)
- Épinay-sur-Seine (France)
- Nakfa (ville) (Érythrée)
- Cixi (Zhejiang) (Chine)

## Personnalités nées à Busto Arsizio
- Simon de Brassano, (1310-1375), cardinal.
- Agostino Busti, (1483-1548), sculpteur.
- Daniele Crespi, (1597-1630), peintre.
- Giuseppe Bossi, (1777-1815), peintre.
- Eugenio Tosi, (1864-1929), cardinal.
- Ercole Spada (1937-2025), designer.
- Francesco Speroni (1946-), homme politique.
- Mariella Lotti (1921-2006), actrice.
- Pietro Rimoldi, (1911-2000) coureur cycliste italien des années 1930.
- Michele Mara, (1903-1986) coureur cycliste italien.
- Mina (1940-), chanteuse.
- Uto Ughi (1944-), violoniste.
- Luigi Cozzi (1947-), réalisateur et scénariste.
- Umberto Pelizzari (1965), champion d'apnée.